# Petraliella umbonata
Petraliella umbonata is een mosdiertjessoort uit de familie van de Petraliidae. De wetenschappelijke naam van de soort is voor het eerst geldig gepubliceerd in 1937 door Okada & Mawatari.